# Relations entre le Burundi et la France
Les relations entre le Burundi et la France sont des relations internationales s'exerçant entre la République française et la république du Burundi.
Le Burundi, pays d'Afrique, est issu de l'empire colonial belge. Le français est une des langues officielles et le pays est membre de la Organisation internationale de la francophonie. 
Les deux pays entretiennent des relations diplomatiques depuis l'indépendance du Burundi, avec une période de suspension entre 1996 et 1998 pendant la guerre civile burundaise.
L'ambassade de France au Burundi est ouverte en juillet 1962 et le premier accord est signé l'année suivante portant sur la coopération culturelle et technique entre les gouvernements.
Les deux pays s'opposent dans une affaire judiciaire autour du correspondant de Radio France internationale, Hassan Ruvakuki, condamné en première instance en 2011 à la prison à perpétuité pour actes de terrorisme. Cette affaire provoque la mobilisation des journalistes et des autorités françaises sur fond de défense de liberté de la presse. Sa peine est réduite en appel en janvier 2013 à trois ans de prison puis il est libéré pour raison de santé en 2013.

## Liste des visites officielles
- 28 septembre 1979 : visite du président Jean-Baptiste Bagaza à Paris[1].
- 11 octobre 1982 : sommet franco-africain à Bujumbura avec la visite du président François Mitterrand[1].
- 15 juin 1983 : visite du président Bagaza à Paris[1].
- 3−8 mars 1998 : visite en France du président Pierre Buyoya[1].
- 11−12 décembre 2000 : conférence sur le Burundi à Paris en présence de Jacques Chirac et Pierre Buyoya, et de Nelson Mandela qui a été le médiateur des accords d'Arusha[1].
- 23 janvier 2002 : visite conjointe au Burundi des ministres français et britannique des Affaires étrangères, Hubert Védrine et Jack Straw[1].
- 15-16 février 2004 : visite en France du président Domitien Ndayizeye[1].
- 9-10 novembre 2006 : visite en France du président Pierre Nkurunziza[1].
- 11 mars 2013: visite en France du président Pierre Nkurunziza[3].